# Les freux sont de retour
Les freux sont de retour est un tableau  réalisé en 1871 par le peintre russe Alekseï Savrassov et conservé à Moscou dans les collections de la galerie Tretiakov dont il est l'une des pièces maîtresses.

## Historique
À la fin de 1870, Alekseï Savrassov obtient (probablement de Piotr Tretiakov) la mission de réaliser une série de dessins et de peintures représentant les paysages de la Volga en hiver. Le peintre se rend alors à Iaroslavl avec sa famille. Sa femme tombe gravement malade et leur fille nouveau-née meurt. Marqué par cette tragédie, le peintre entreprend un travail artistique intensif. Parmi les paysages et croquis peints à cette époque (1870-1871), figurent les premiers croquis pour ses œuvres futures. 
Ayant une idée de la composition du tableau, le peintre se rend au village de Soussanino, où il prépare une autre série de croquis. Il termine son travail dans son atelier à Moscou. À la fin de 1871, l'œuvre achevée est exposée à la première exposition des Ambulants.
Les freux sont de retour a été peint près du monastère Ipatiev à Kostroma.

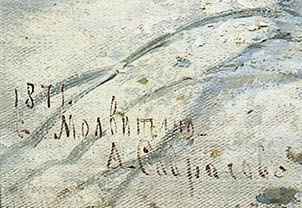
Détail de la signature.

## Description physique
Les freux sont de retour est une peinture à l'huile sur toile de 62 × 48,5 cm.